# Richard Thoma (Mediziner)

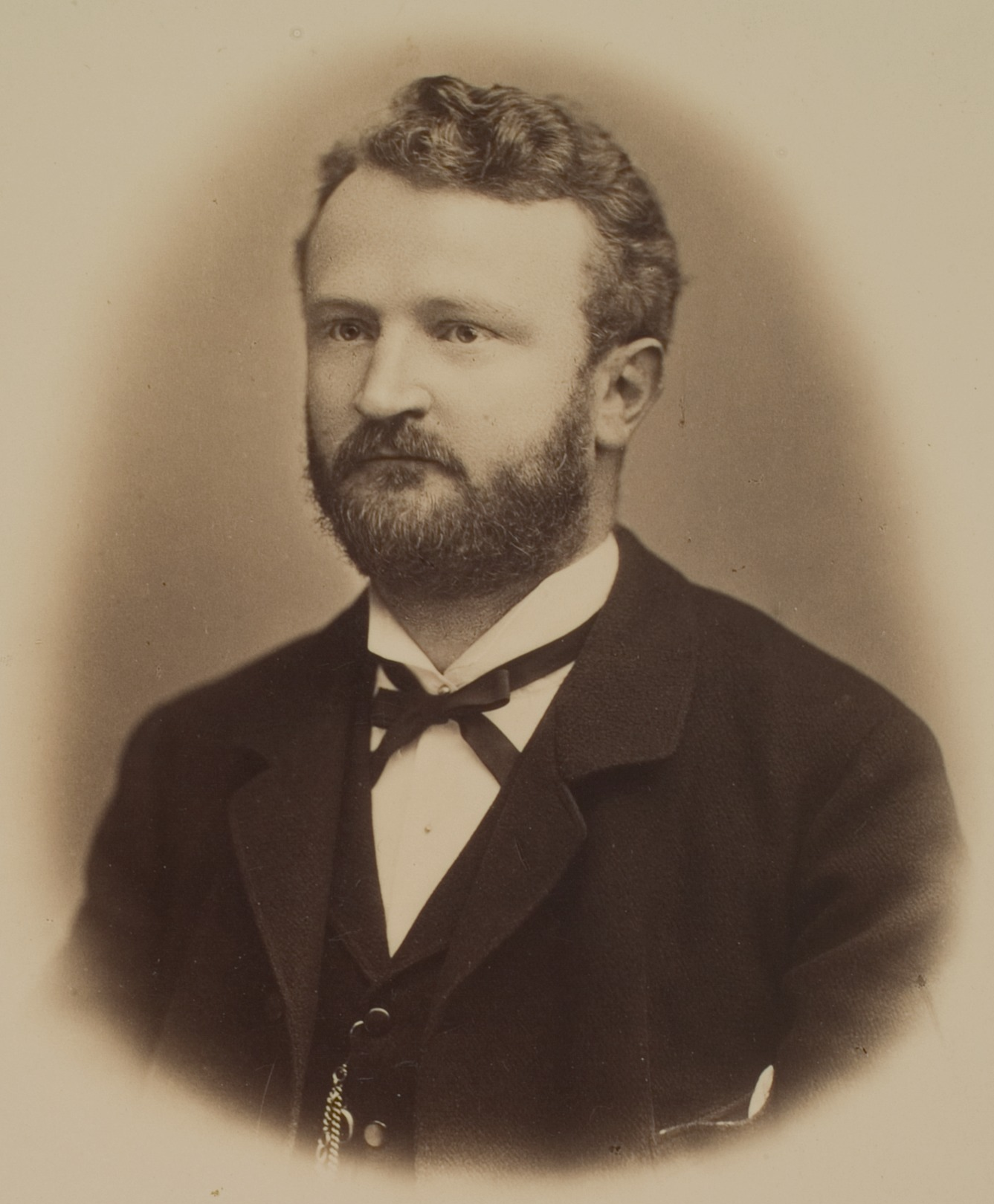
Richard Thoma

Richard Andreas Thoma (* 11. Dezember 1847 in Bonndorf im Schwarzwald; † 26. November 1923 in Heidelberg) war ein deutscher Pathologe.

## Familie
Seine Eltern waren der Rechtsanwalt Andreas Thoma (* 1811) und Maria Friedericke Alwine Siegel (* 1815).
Richard Thoma heiratete 1881 Elisabeth, geb. Schmidt, Tochter eines Rechtsanwalts. Aus der Ehe gingen drei Söhne hervor, darunter der Ingenieur Hans Thoma und Dieter Thoma (1881–1942), Professor für Wasserkraftmaschinen an der TH München.

## Ausbildung und Beruf
Nach dem Abitur in Heidelberg begann er 1866 mit dem Studium der Medizin in Berlin und Heidelberg. 1869 wurde er Mitglied des Corps Suevia Heidelberg. Er schloss sein Studium 1872 mit dem Staatsexamen ab und arbeitete als Assistent am Pathologischen Institut in Heidelberg, wo er sich 1873 habilitierte und 1877 zum a. o. Professor für Pathologische Anatomie ernannt wurde. Thoma nahm 1884 einen Ruf auf den Lehrstuhl an der Kaiserlichen Universität Dorpat an. Mit wachsendem russischen Einfluss in Dorpat gab er 1894 sein Ordinariat auf und wirkte, finanziell unabhängig, als Privatgelehrter in Magdeburg. 1906 kehrte Thoma nach Heidelberg zurück, wo er als Privatgelehrter seinen Lebensabend verbrachte.

## Leistung
Seine Habilitationsschrift (Blut- und Lymphbewegung) war Auftakt jahrzehntelanger Erforschung biophysikalischer Eigenschaften der Blutströmung (Hämodynamik) und Gewebe, fokussiert auf physikalisch-mathematische („histomechanische“) Gesetzmäßigkeiten. In Untersuchungen über die Histogenese und Histomechanik des Blutgefässsystems (1893) fasst Thoma seine Forschungsergebnisse zusammen. Er unterscheidet dabei zwischen primärem Gefäßwachstum und Gefäßwachstum durch Sprossung, die Bildung neuer Kapillaren aus präexistenten Kapillaren.
Hervorzuheben ist auch sein wissenschaftlich ausgetragener Streit mit Wilhelm Roux bzgl. der funktionellen Anpassung der Gewebe („Kampf der Teile“), der dem damaligen Publikationsstil folgend teilweise emotionalen Charakter annahm.
Neben verschiedenen mikroskopischen Techniken erfand Thoma ein Verfahren, mit dem das spezifische Gewicht des Blutes bestimmt werden konnte (Picnometer). Thoma entwarf eine spezielle Apparatur für Vitalmikroskopie, die Untersuchungen über die Physiologie und Pathologie der terminalen Blutstrombahn ermöglichte. In den 1870er Jahren entwickelte Thoma ein Gerät zur Herstellung hauchdünner histologischer Paraffinschnitte zur mikroskopischen Begutachtung. 1881 stellte er eine Apparatur zur Zählung von roten und weißen Blutkörperchen in definierten Blutvolumina vor. 1897 beschrieb er ein automatisiertes Verfahren zur Gewebeeinbettung.

## Mitgliedschaften
- 1886: Deutsche Akademie der Naturforscher Leopoldina
- 1894: Kaiserlich-russischer Staatsrat
- 1897: Deutsche Pathologische Gesellschaft, Gründungsmitglied

## Werke
- Über die Kittsubstanz der Epithelien (physiologischer Teil). Arch. Pathol. Anat. 64 (1875), S. 394–422
- Untersuchungen über die Grösse und das Gewicht der anatomischen Bestandtheile des menschlichen Körpers im gesunden und im kranken Zustande, Leipzig, 1884
- Sliding Microtome (Imbedding methods). J. Royal Microscop. Soc. 3 (1883), S. 289
- Über das Problem der Entzündung, Dorpat, 1886
- Improvement in Thoma’s sliding microtome. J. Royal Microscop. Soc. 6 (1890), S. 811
- Untersuchungen über die Histogenese und Histomechanik des Gefässsystems, Stuttgart, 1893
- Lehrbuch der allgemeinen pathologischen Anatomie, Stuttgart, 1894
- Die experimentell-mathematische Behandlung des Blutkreislaufs. In: Abderhaldens Handbuch der Biologischen Arbeitsmethoden, Abt. 5, 1927
- Anpassungslehre, Histomechanik und Histochemie. Erwiderung auf W. Roux's abermalige Berichtigungen. Virchows Archiv f. pathol. Anat. Bd. 210. Hft. 1.